# Паніардис
Паніардис, також Фортечне городище (рос. Крепостное городище) — археологічний об'єкт, який розташовується в самому центрі сучасної території міста Азова Ростовської області. Відноситься до меотських поселень, що розташовувалися у дельті Дону в I—III столітті нашої ери.

## Історія
Виникнення Паніардису датується I століттям до нашої ери — I століттям нашої ери. Його заснували меоти, які переселилися з Прикубання. Створення городищ в дельті Дону в той час відбувалося у зв'язку з політикою царя Аспурга, який у такий спосіб прагнув до зміцнення кордонів Боспорського царства та поліпшення оборони, в системі якої були зроблені суттєві порушення. Завдяки проведеним дослідженням, вчені зробили висновок про те, що продукти землеробства були одними з ключових в раціоні жителів Паніардиса, серед ремесел було поширене ткацтво та прядіння. Городище існувало аж до середини II століття нашої ери. У XVIII—XIX столітті проводились перші дослідження, мета яких — пошук території Танаїсу.
У 1800 році мандрівник Едвард Кларк відвідав Озів, описуючи свої знахідки і дослідження в подорожніх нотатках. Він зауважив, що на території Азова зберігся глиняний посуд, подібний до того, який використовували греки. Ця знахідка імовірно вважається дослідниками відкриттям Кріпосного городища.
З 1923 по 1929 рік археологічні дослідження на багатьох територіях проводилися Північно-Кавказької експедицією Державної Академії історії матеріальної культури, ними керував О.О. Міллер. Деякий період дослідження проводилися на території Азова, але з часом знахідки загубилися.
Розкопки проводилися у 1956-1962 роках співробітниками Азовського музею. Ними була визначена територія пам'ятки археології. В 1956 і 1958 році для розкопок Кріпосного городища була організована Нижньо-Донська експедиція. Нею керував Д.Б. Шелов. В результаті розкопок було знайдено мінімальну кількість артефактів. У 1972 році були організовані масштабні розкопки під керівництвом А.А. Горбенка. Через проведення будівельних робіт і створення міських будівель на території Азова, велика територія археологічної пам'ятки була знищена. Під час них виявлено сліди некрополя. У ньому знайдені предмети кераміки, прикраси, знаряддя праці, ремісничі інструменти і зброю. Дослідження території продовжують проводитися в XXI столітті. З 2006 по 2008 рік дослідниками виявлена кераміка та житлові комплекси. Також на території Кріпосного городища виявили оборонні рови. Перший рів був значно знищений через середньовічні господарські ями, частково його територія була забудована міськими спорудами. Але та частина рову, яку можна було досліджувати, дозволила виявити червоноглиняні і світлоглиняні амфори, гончарні посудини, що виготовлялися з сірої глини з домішками кварцового піску. Знайдена кераміка, на якій присутні прикраси у вигляді голови барана. У другому рові знайдено ліпний і сероглиняний посуд. Предмети, які були знайдені в двох оборонних ровах, стали свідченням такої оборонної системи поселень, які розташовувалися в окрузі Танаїса. В некрополі були знайдені: дерев'яний посуд, бронзовий посуд, червонолаковий лекифоподібний глечик, червонолаковий флакон, ваза чашоподібної форми на підставці-ніжці і чаша рідкісної форми. У чаші бортик скошений назовні, на її дні збереглося клеймо. Склад глини, що використовується для виготовлення чаші, дає підстави вважати, що її зробили італійські майстри.

## Опис
Територія городища частково знаходиться там, де була побудована фортеця, датована VIII століттям. Через це археологічний об'єкт і отримав назву Кріпосного городища.
На території Кріпосного городища знайдено понад 300 поховань, оборонні рови, ритуальні майданчики круглої форми, на яких збереглися частини амфор та кістки тварин. Майданчики виступали святилищами. Серед артефактів можна виділити такі предмети, як розписний глечик, тканина з льону та бавовни, також виявлена металева фібула.